# Digna Canneman
Digna Adrienne Canneman - Boland  (Den Haag, 10 november 1912 - Den Haag, 12 februari 2003) was een Nederlandse aquarelliste.

## Biografie
Digna Canneman was een dochter van Dr. Gerrit Willem Boland en Adrienne Francoise Gelinck. Na een studie pedagogiek aan de Universiteit van Leiden trouwde zij in 1936 met Mr Benjamin Richard Canneman, latere burgemeester van Hoorn. Haar leven verkreeg accenten in de maatschappelijke sector, o.a. in de sfeer van de vrouwenbeweging.
Na het overlijden van haar man volgde zij schilderlessen bij Carla Schreuder, Roelie Willekes en Sonia van Nispen. In artistieke zin is zij een typische laatbloeier. Eerst na haar 70e levensjaar kwam zij goed op gang met haar aquarellen, geïnspireerd door de natuur. Deze legde voor haar de basis voor een spelen met kleuren, die ze volgens haar esthetische inzichten in zachte schakeringen neerzet. Bloemen en stillevens spelen daarbij automatisch een hoofdrol.

## Exposities
- 1992:  Paterswolde galerie "t Vergulde Anker"'[2]
- 1993:  Hoorn, Parkgallery, schouwburg Het Park,[3]
- 1995:  Den Haag, de Oase,
- 1997:  Den Haag, Kunstpassage

## Literatuur

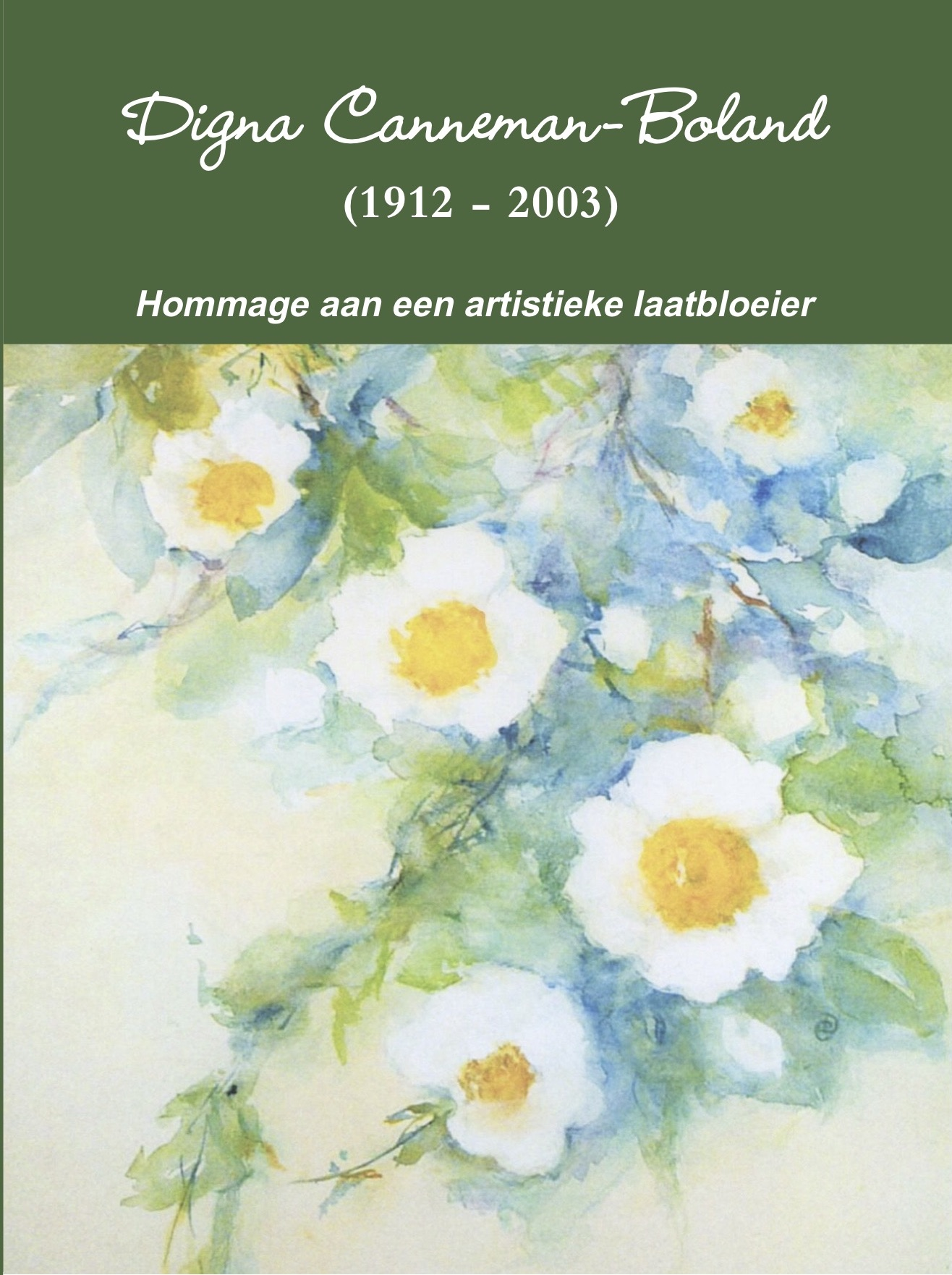